# Élections sénatoriales de 2008 en Eure-et-Loir
Les élections sénatoriales en Eure-et-Loir ont eu lieu le dimanche 21 septembre 2008. Elles ont eu pour but d'élire les sénateurs représentant le département au Sénat pour un mandat de six années.

## Contexte départemental
Lors des élections sénatoriales du 27 septembre 1998 en Eure-et-Loir, deux sénateurs RPR ont été élus, Gérard Cornu et Martial Taugourdeau.
Depuis, tous les effectifs du collège électoral des grands électeurs ont été renouvelés, avec les élections législatives françaises de 2007, les élections régionales françaises de 2004, les élections cantonales de 2004 et 2008 et les élections municipales françaises de 2008.

## Rappel des résultats de 1998
| Candidat et parti politique | Candidat et parti politique | Candidat et parti politique | Premier tour | Premier tour | Second tour | Second tour |
| Candidat et parti politique | Candidat et parti politique | Candidat et parti politique | Voix         | %            | Voix        | %           |
| --------------------------- | --------------------------- | --------------------------- | ------------ | ------------ | ----------- | ----------- |
|                             | Gérard Cornu                | RPR                         | 399          | 34,88        | 630         | 54,97       |
|                             | Martial Taugourdeau         | RPR                         | 302          | 26,40        | 601         | 52,44       |
|                             | Patrick Hoguet              | UDF                         | 280          | 24,48        | 345         | 30,10       |
|                             | Marise Chériot              | PS                          | 245          | 21,42        | 348         | 30,37       |
|                             | Maurice Dousset             | UDF                         | 221          | 19,32        | 25          | 2,18        |
|                             | Jean Grandon                | UDF                         | 209          | 18,27        | 13          | 1,13        |
|                             | René Audouin                | PS                          | 190          | 16,61        | Retrait     | Retrait     |
|                             | Michel Lethuillier          | RPR                         | 94           | 8,22         | Retrait     | Retrait     |
|                             | Roger Biewesch              | FN                          | 51           | 4,46         | 1           | 0,09        |
|                             | Gisèle Quérité              | PCF                         | 26           | 2,27         | Retrait     | Retrait     |
|                             | Janine Tardiveau            | PCF                         | 25           | 2,19         | Retrait     | Retrait     |
|                             |                             |                             |              |              |             |             |
| Inscrits                    | Inscrits                    | Inscrits                    | 1 180        | 100,00       | 1 180       | 100,00      |
| Abstentions                 | Abstentions                 | Abstentions                 | 15           | 1,27         | 20          | 1,69        |
| Votants                     | Votants                     | Votants                     | 1 165        | 98,73        | 1 160       | 99,31       |
| Blancs et nuls              | Blancs et nuls              | Blancs et nuls              | 21           | 1,80         | 14          | 1,21        |
| Exprimés                    | Exprimés                    | Exprimés                    | 1 144        | 98,20        | 1 146       | 98,79       |

## Sénateurs sortants
| Sénateur | Sénateur     | Parti | Fonctions lors de l'élection en 1998           |
| -------- | ------------ | ----- | ---------------------------------------------- |
|          | Joël Billard | UMP   | Conseiller général, maire de Bonneval          |
|          | Gérard Cornu | UMP   | Conseiller général, maire de Fontenay-sur-Eure |

## Présentation des candidats et des suppléants
Les nouveaux représentants sont élus pour une législature de 6 ans au suffrage universel indirect par les 1244 grands électeurs du département. En Eure-et-Loir, les sénateurs sont élus au scrutin majoritaire à deux tours. Compte tenu des évolutions démographiques, leur nombre change en 2008, passant de 2 à 3 sénateurs. Ils sont 11 candidats dans le département, chacun avec un suppléant.
| T/S | Candidats | Candidats              | Parti | Principale fonction                                              |
| --- | --------- | ---------------------- | ----- | ---------------------------------------------------------------- |
| T   |           | Gisèle Quérité         | PCF   |                                                                  |
| S   |           | Bernard Totée          | PCF   |                                                                  |
| T   |           | Jacques Geffroy        | PS    |                                                                  |
| S   |           | Ghislaine Dane         | PS    |                                                                  |
| T   |           | Christian Gigon        | PS    |                                                                  |
| S   |           | Daniel Bossion         | PS    |                                                                  |
| T   |           | Jacky Jaulneau         | PS    | Conseiller général, maire de Chuisnes, ancien député             |
| S   |           | Daniel Frard           | PS    |                                                                  |
| T   |           | Gérard Franck          | MoDem |                                                                  |
| S   |           | Nelly Renson           | MoDem |                                                                  |
| T   |           | Jacques Lemare         | UMP   | Conseiller général, conseiller municipal de Dreux                |
| S   |           | Jean-Noël Marie        | UMP   |                                                                  |
| T   |           | Patrick Hoguet         | UMP   | Ancien député, ancien conseiller général                         |
| S   |           | Dominique Marie        | UMP   |                                                                  |
| T   |           | Joël Billard           | UMP   | Sénateur sortant, maire de Bonneval                              |
| S   |           | Josette Philippe       | UMP   |                                                                  |
| T   |           | Gérard Cornu           | UMP   | Sénateur sortant                                                 |
| S   |           | Jean-François Robert   | UMP   |                                                                  |
| T   |           | Albéric de Montgolfier | UMP   | Président du conseil général, conseiller municipal de Terminiers |
| S   |           | Xavier Nicolas         | UMP   |                                                                  |
| T   |           | Philippe Loiseau       | FN    | Conseiller régional                                              |
| S   |           | Gérard Mainguy         | FN    |                                                                  |

## Résultats
|                | Gérard Cornu           | UMP            | 706   | 57,77  |  |  |
|                | Albéric de Montgolfier | UMP            | 633   | 51,80  |  |  |
|                | Joël Billard           | UMP            | 616   | 50,41  |  |  |
|                | Jacky Jaulneau         | PS             | 362   | 29,62  |  |  |
|                | Christian Gigon        | PS             | 239   | 19,56  |  |  |
|                | Patrick Hoguet         | UMP            | 227   | 18,58  |  |  |
|                | Jacques Geffroy        | PS             | 201   | 16,45  |  |  |
|                | Jacques Lemare         | UMP            | 184   | 15,06  |  |  |
|                | Gisèle Quérité         | PCF            | 70    | 5,73   |  |  |
|                | Philippe Loiseau       | FN             | 19    | 1,55   |  |  |
|                | Gérard Franck          | MoDem          | 18    | 1,47   |  |  |
|                |                        |                |       |        |  |  |
| Inscrits       | Inscrits               | Inscrits       | 1 244 | 100,00 |  |  |
| Abstentions    | Abstentions            | Abstentions    | 12    | 0,96   |  |  |
| Votants        | Votants                | Votants        | 1 232 | 99,04  |  |  |
| Blancs et nuls | Blancs et nuls         | Blancs et nuls | 10    | 0,81   |  |  |
| Exprimés       | Exprimés               | Exprimés       | 1 222 | 99,19  |  |  |